# 쇼브네상
쇼브네 상은 미국 수학회가 수학적 주제에 대한 뛰어난 해설 기고문을 인정하여 수여하는 연례 상이다. 이 상은 1,000달러의 상금과 증서로 구성된다.
쇼브네 상은 미국 수학회에 의해 제정된 최초의 상이다. 이 상은 윌리엄 쇼브네를 기리기 위해 명명되었으며, 1925년 J. L. 쿨리지의 기부로 제정되었다. 1928년 MAA 회장 월터 B. 포드의 기부로 인해 이 상은 원래 계획된 5년 대신 3년마다 수여될 수 있게 되었다.

## 수상자
- 1925 G. A. 블리스
- 1929 T. H. 힐데브란트
- 1932 고드프리 해럴드 하디
- 1935 던햄 잭슨
- 1938 G. T. 위번
- 1941 손더스 매클레인
- 1944 R. H. 캐머런
- 1947 헐모시 팔
- 1950 마르크 카크
- 1953 E. J. 맥셰인
- 1956 리처드 H. 브러크
- 1960 코르넬리우스 란초스
- 1963 필립 J. 데이비스
- 1964 레온 헨킨
- 1965 잭 K. 헤일 & 조지프 P. 라살
- 1967 귀도 바이스
- 1968 마르크 카크
- 1970 천싱선
- 1971 노먼 레빈슨
- 1972 장 프랑수아 트레브
- 1973 칼 D. 올즈
- 1974 럭스 페테르
- 1975 마틴 데이비스 및 루벤 허쉬
- 1976 로렌스 잘츠만
- 1977 W. 길버트 스트랭
- 1978 슈리람 S. 아비얀카르
- 1979 닐 J. A. 슬론
- 1980 하인츠 바우어
- 1981 케네스 I. 그로스
- 1982 수상자 없음.
- 1983 수상자 없음.
- 1984 R. 아서 크노벨
- 1985 칼 포머랜스
- 1986 조지 미엘
- 1987 제임스 H. 윌킨슨
- 1988 스티븐 스메일
- 1989 제이콥 코레바르
- 1990 데이비드 앨런 호프먼
- 1991 W. B. 레이먼드 리코리시 및 케네스 C. 밀렛
- 1992 스티븐 G. 크랜츠
- 1993 데이비드 H. 베일리, 조나단 M. 보르웨인 및 피터 B. 보르웨인
- 1994 배리 메이저
- 1995 도널드 G. 사리
- 1996 조안 버먼
- 1997 톰 호킨스
- 1998 앨런 에델만 및 에릭 코스틀란
- 1999 마이클 I. 로젠
- 2000 돈 재기어
- 2001 캐롤린 S. 고든 및 데이비드 L. 웹
- 2002 엘렌 게스너, 스탠 왜건, 및 브라이언 위크
- 2003 토머스 캘리스터 헤일스
- 2004 에드워드 B. 버거
- 2005 존 스틸웰
- 2006 플로리안 펜더 & 귄터 M. 치글러
- 2007 앤드루 J. 시모슨
- 2008 앤드루 그랜빌
- 2009 해롤드 P. 보아스
- 2010 브라이언 J. 맥카틴
- 2011 비외른 푸넨
- 2012 데니스 드 터크, 허먼 글룩, 대니얼 포메를레아노 & 데이비드 셰이 벨라-빅
- 2013 로버트 그리스트
- 2014 라비 바킬
- 2015 다나 매켄지
- 2016 수잔 마셜 & 도널드 R. 스미스
- 2017 마크 실링[4]
- 2018 대니얼 J. 벨먼[5]
- 2019 톰 레인스터[6][7]
- 2020 블라디미르 포즈니야코프, J. 마이클 스틸[8][9]
- 2021 트래비스 코왈스키[10][11]
- 2022 윌리엄 던햄, 에즈라 브라운 & 매튜 크로포드
- 2023 킴모 에릭손, 요나스 엘리아손[12]
- 2024 제프리 휘트머[13]

출처: 미국 수학 협회

## 같이 보기
- 수학상 목록